# Avro Manchester
L'Avro Manchester fut conçu à la suite d'une demande en 1936 du ministère de l'Air britannique. Produit à 200 exemplaires, il fut un échec surtout à cause du manque de puissance et de fiabilité des moteurs, mais la cellule eut le mérite de servir de base pour le projet qui devait devenir le célèbre Avro Lancaster.

## Conception

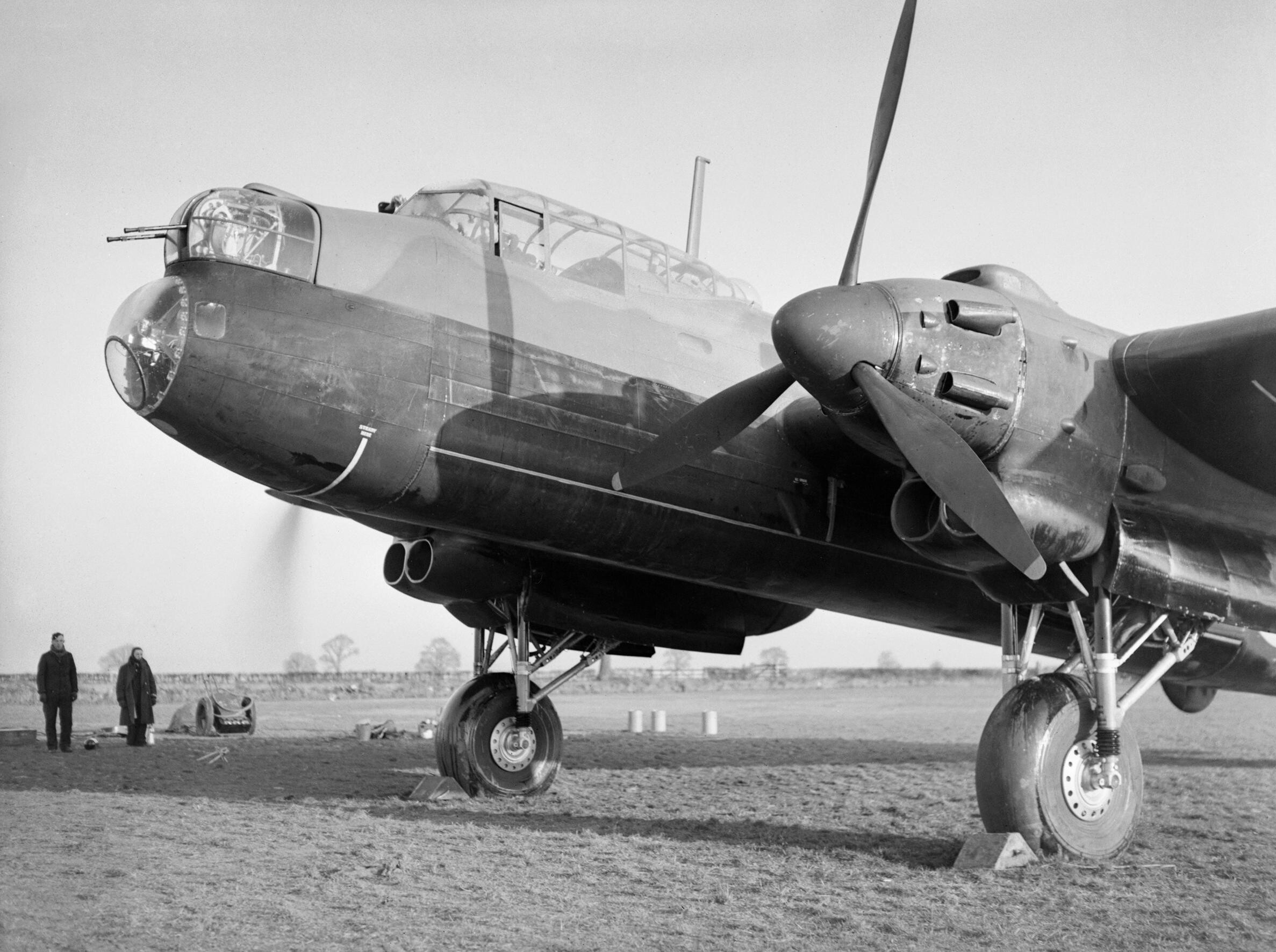
Image d'un Avro manchester du 207 escadron de la Raf.

Le Manchester a été conçu en réponse à la spécification p. 13/36 du ministère de l'Air britannique, spécification qui a également été à l'origine du Handley Page Halifax. La spécification concernait un bombardier moyen bimoteur utilisable partout dans le monde, capable de réaliser des attaques en piqué léger (30 degrés), de transporter des charges de bombes importantes (8 000 livres), ou bien deux torpilles de 18 pouces. Il devait être propulsé par le puissant moteur Rolls Royce Vulture de 24 cylindres en X. Ce moteur était lui-même composé de deux blocs-moteurs Peregrine à cylindres en V montés l'un par-dessus l'autre, celui du dessous étant inversé pour obtenir la forme en « X ». Développé en 1935, le moteur avait suscité bien des espoirs (il devait développer 1 760 chevaux), mais il n'a développé finalement qu'entre 1 480  et   1 500 chevaux. Le premier prototype du Manchester (L7246) a décollé pour la première fois le 25 juillet 1939 de l'aérodrome de Manchester. Le second prototype a suivi le 26 mai 1940.
Alors que le Manchester avait été conçu avec une double dérive, une troisième dérive (centrale) a été ajoutée sur le premier appareil de série. Un total de 20 appareils ont été construits avec cette configuration. Le Mk IA leur a succédé, revenant au système à empennage double, mais les dérives étant considérablement agrandies et pourvues de compensateurs. Cette configuration a plus tard été reprise sur le Lancaster.
Avro a construit 177 appareils, tandis que Metropolitan-Vickers  en a assemblé 32. Contrairement à ce qui était prévu au départ, Armstrong Whitworth et Fairey n'ont construit aucun appareil.

## Engagements
La réponse d'Handley Page aux problèmes de motorisation a été de remplacer les moteurs utilisés jusqu'alors sur le Halifax par 4 moteurs moins puissants mais plus fiables : des Rolls-Royce Merlin X. Avro a toutefois choisi de continuer à utiliser les Vulture et la production du Manchester a été lancée. Il est entré en service dans le No. 207 Squadron de la RAF en novembre 1940. Il a participé à sa première mission opérationnelle le 24 février 1941 en effectuant un raid sur le port de Brest. Finalement, 209 Manchester furent mis en service avant que la production n'en soit stoppée en novembre 1941. Il a doté 8 Squadrons de bombardement, a été utilisé par deux autres, mais également par le Coastal Command.
Le Manchester MkIII, immatriculé BT308, qui a volé pour la première fois le 9 janvier 1941, était à peu de chose près le premier Lancaster car propulsé par 4 moteurs Merlin et doté d'une envergure plus importante, bien que reprenant dans un premier temps le triple empennage. Le BT308 a reçu le nom de Lancaster dès la fin de son premier vol. Le second prototype du Lancaster (DG595), a été directement équipé de l'empennage du Manchester Mk.IA. La production du Manchester a été poursuivie jusqu'en novembre 1941, mais certains avions ont été transformés en Lancaster directement sur les chaînes d'assemblage.
Les Manchesters ont effectué 1 269 sorties opérationnelles (la dernière contre Brême le 25 juin 1942), larguant 1 826 tonnes de bombes, et perdant 63 appareils en opérations. La cause principale de ces pertes a été le manque de fiabilité des moteurs : ils avaient tendance à prendre feu sans signes avant-coureurs.

## Variantes
- Manchester L7246 : Premier prototype à double dérive.
- Manchester I : Version de présérie avec double empennage et dérive central ajoutée. 20 exemplaires construits.
- Manchester IA : Version de série avec double empennage à dérives agrandies.
- Manchester II : Version projetée remotorisée avec deux Napier Sabre ou Bristol Centaurus. Aucun exemplaire construit.
- Manchester III BT308 : Version propulsée par 4 moteurs Merlin avec un empennage agrandi et les trois dérives du Manchester I. C'est le premier prototype du Lancaster.

## Utilisateurs
- Canada
  - Royal Canadian Air Force
    - Squadron RCAF No. 408
    - Squadron RCAF No. 420
- Royaume-Uni
  - Royal Air Force
    - Squadron RAF No. 49
    - Squadron RAF No. 50
    - Squadron RAF No. 57
    - Squadron RAF No. 61
    - Squadron RAF No. 83
    - Squadron RAF No. 97
    - Squadron RAF No. 106
    - Squadron RAF No. 144
    - Squadron RAF No. 207

### Développement lié
- Avro Lancaster

### Aéronefs comparables
- Handley Page Halifax
- Vickers Wellington
- Heinkel He 177